# Lucas Serme
Pour les articles homonymes, voir Serme.
Lucas Serme, né le 25 février 1992 à Créteil, est un joueur professionnel de squash représentant la France. Il atteint en octobre 2018 la 32e place mondiale sur le circuit international, son meilleur classement. Il est champion d'Europe junior en 2010 et champion de France en 2017 et en 2020.

## Biographie
Il est le frère de Camille Serme, multiple championne de France et d'Europe de squash et no 2 mondiale. Il est marié depuis 2016 avec la joueuse tchèque Anna Klimundová, championne de République tchèque en 2018.

## Palmarès

### Titres
- Championnat de France : 2 titres (2017, 2020)
- Championnats d'Europe par équipes : 3 titres (2015, 2017, 2018)
- Championnats d'Europe junior : 2010

### Finales
- Open de Charlottesville : 2014
- Championnat de France : 3 finales (2015, 2018, 2022)